# Summertime EP
『Summertime EP』（サマータイム イーピー）は、日本のロックバンド・FIVE NEW OLDの配信限定EP。
2021年7月28日にワーナーミュージック・ジャパンより配信された。

## 概要
アルバム『MUSIC WARDROBE』収録の楽曲「Summertime」をシングルカットした作品。
本作品は、「Summertime （feat. Rin音）」と原曲、MONJOE（DATS）によるリミックス、メンバーのセルフリミックスの全4曲が収録されている。
今作のリリースに際してHIROSHI（Vo.）は以下のようにコメントした。

Rin音君とコラボさせて頂いて、まず言葉選びのセンスと耳障りの良さのバランス感覚に感動しました。
「Summertime」は「コロナ渦での夏」をテーマに現状と今までの夏とのギャップを書いた曲だったんですけど、Rin音君のリリックがその世界観をグッと拡張してくれていて、英詞のストーリーに呼応するような節が潜んでいるのが楽曲へのリスペクトを感じて嬉しかったです。
どんな楽曲の中でも自分のらしさをちゃんと出せるアーティストなんだなって感じました。
そして、人柄の素晴らしさ…！
すごく気さくだし、お互いゲーム好きなのが分かって、「同じタイプの人や！」って仲良くなりました。笑
バンドサウンドとHip Hopトラックを行き来するような展開は、カラッと晴れた夏の日に海に繰り出して聴いてみたら、超気持ちいいムードブースターになると思います。
そして今回の『Summertime EP』は「1つの楽曲がここまで変わるのか！」っていうのを楽しんでもらえると思います。
いろんな時間帯、シチュエーションにもジャストフィットする音楽になっているので、ぜひこの夏を『Summertime EP』で彩って下さい。

また、Rin音は以下のようにコメントした。

今回の楽曲は、いつもとは違う僕の楽曲になっていると思います！
FIVE NEW OLDさんの世界観の中で僕の世界観がうまく混ざり合う様を是非とも沢山聴いて感じ取ってくれると嬉しいです。

## 収録内容
| #         | タイトル                           | 作詞  | 作曲・編曲 | 時間 |
| --------- | ---------------------------------- | ----- | ---------- | ---- |
| 1.        | 「Summertime (feat.Rin音)」        |       |            | 3:26 |
| 2.        | 「Summertime」                     |       |            | 3:39 |
| 3.        | 「Summertime - MONJOE Remix」      |       |            | 3:12 |
| 4.        | 「Summertime - Tie-Dye Chill Mix」 |       |            | 4:03 |
| 合計時間: | 合計時間:                          | 14:20 |            |      |

## 楽曲解説
1. Summertime (feat.Rin音)
作詞：Hiroshi Nakahara, Rin音
作曲：FIVE NEW OLD
編曲：FIVE NEW OLD
  - ラッパーのRin音とのコラボ楽曲[5]。Rin音は本楽曲の歌詞を1時間半程度で完成させたと言う[6]。
  - ロックとヒップホップを掛け合わせた楽曲を目指して制作された[7]。
  - 両アーティストの間に交流は無かったが、Rin音は元々FIVE NEW OLDの楽曲を聴いていたためオファーを受けたという[7]。
  - 「話はあの夏の頭に戻る」という歌詞は「黄昏サラウンド」（RIP SLYMEが2004年10月に発売したシングル表題曲）の「話はこのVerseの頭に戻る」をサンプリングしている[7]。
2. Summertime
作詞：Hiroshi Nakahara
作曲：FIVE NEW OLD
編曲：FIVE NEW OLD
  - アルバム『MUSIC WARDROBE』に収録されている。「暑い時期に改めて聴いてほしい」という理由から、夏にシングルカットされた[7]。
  - 「コロナ禍での夏」をテーマに現状と今までの夏とのギャップを書いた曲[8]。
  - セミの声をサンプリングしてスネアドラムの音の代わりに使用している[9]。
  - ベストアルバム『FiNO is』にも収録されている[10]。
3. Summertime - MONJOE Remix
  - DATSのメンバーであるMONJOEによるリミックス。
4. Summertime - Tie-Dye Chill Mix
  - メンバーによるセルフリミックス。

## タイアップ
- コーセー「サンカット プロディフェンス」CMソング (M2)[11]